# Getrag
GETRAG, Getriebe- und Zahnradfabrik Hermann Hagenmeyer AG (in italiano "Fabbrica di trasmissioni e ingranaggi Hermann Hagenmeyer AG") è stata un'azienda tedesca di componentistica per autoveicoli, specializzata nella produzione di cambi e trasmissioni.

## Storia
Fondata il primo maggio 1935 a Ludwigsburg, in Germania da Hermann Hagenmeyer. Alla fine del 2015 è stata completata la sua acquisizione da parte della Magna International inglobandola in Magna Powertrain.
Il GETRAG corporate group, cui afferivano GETRAG International, GETRAG group, GETRAG Ford transmissions, GETRAG americas e GETRAG Asia Pacific, con un volume di oltre 3 milioni di cambi e trasmissioni all'anno si poneva come il maggiore produttore mondiale indipendente del settore.